# Auswil
Auswil är en ort och kommun i distriktet Oberaargau i kantonen Bern, Schweiz. Kommunen har 459 invånare (2023).